# التحقق عن طريق طرف ثالث
التحقق عن طريق طرف ثالث (TPV) هي عملية الحصول على طرف مستقل للتأكد من أن العميل يطلب بالفعل تغييرًا أو يأمر بخدمة جديدة أو منتج، عن طريق إبقاء العميل على الهاتف (عادة عن طريق التحويل أو الاتصال بطريقة ثلاثية الأطراف) يسأل مقدمو خدمة التحقق عن طريق طرف ثالث العميل عن هويته وأنه هو صانع القرار المخول والتأكد من طلبه.

## المستخدمون
في أجزاء كثيرة من العالم وخاصة الولايات المتحدة الأمريكية, يلزم القانون مقدمي خدمة الاتصال بين الولايات وشركات التسويق عبر الهاتف باستخدام خدمة التحقق عن طريق طرف ثالث أثناء بيع المنتجات أو الخدمات عبر الهاتف وإلا قد تواجه بعقوبات كبيرة أو عقوبة جنائية. ويلزم التجار الذين يحَصِلون مدفوعات الشيكات الإلكترونية من خلال الهاتف بالحصول على تفويضات بذلك سواء كانت مكتوبة أو عن طريق التسجيل الصوتي. وأي شخص آخر يريد أن يحصل على سجل التحقق عن طريق طرف ثالث أو عقد شفوي ليتراجع في حال التفاوض لرد المبالغ المدفوعة أو النزاع على الفواتير.
كما أنها تُستخدم إذا ما كان الحصول على عقد موقع أمرا صعب المنال. يمكن أن يشمل ذلك الأفراد الموجودين على مسافة بعيدة مثل: الأفراد العسكريين المتمركزين في الخارج؛ وموافقة الوالدين لبرامج المدرسة أو مشاريعها؛ اتحادات المجمعات الملاك؛ التفويضات القادمة من ذوي القربى؛ أذونات الطوارئ. تشمل أنواع المنظمات التي تستخدمها بشكل روتيني الآن: الحكومات المحلية وشركات التأمين والمحامين، وضبط المواعيد والمدارس والجامعات، وشركات المرافق، وشركات الاتصالات، وشركات تقديم خدمات الإنترنت، وشركات الأمن, وأقسام خدمة تجار السيارات والمخيمات الصيفية، والرعاية الصحية والمستشفيات، العقارات والسياحة وقضاء العطلات وغيرها الكثير.
يسمح مزود خدمة التحقق عن طريق طرف ثالث للشركات بإثبات موافقة المستهلك على أي نوع من البيع أو المعاملات الأخرى وذلك باستخدام إما البريد الإلكتروني أو الهاتف أو كليهما والحصول على صك ملزم قانونًا في هذه العملية.

## شركات التحقق عن طريق طرف ثالث مطلوبة
شركات التحقق عن طريق طرف ثالث مطلوبة أو معتمدة يؤذن من قبل لجنة التجارة الاتحادية  ولجنة الاتصالات الاتحادية ومعظم المرافق العامة بالولاية أو لجان الخدمات العامة لإجراء تغييرات خدمات الاتصالات ومن قبل العديد من الولايات لإجراء تغييرات في خدمة الغاز الطبيعي والكهرباء.
بالإضافة إلى ذلك، تطلب لجنة التجارة الفيدرالية عملية مماثلة للتحقق عن طريق طرف ثالث للعديد من الطلبات ولدينا العديد من العملاء الذين يستخدمون التحقق عن طريق طرف ثالث بأن يكون لديهم توثيق يمكن الاعتماد عليه لأوامرهم، وأنواع المعاملات الأخرى. صار التحقق عن طريق طرف ثالث الآن معيارًا فعليًا لجميع أنواع المعاملات التي تتطلب مصادقة ملزمة قانونًا وتأكيدًا، ولكن الوثيقة الموقعة غير عملية أو مستحيلة. ويجري تطبيقه في المستشفيات والأماكن الأخرى للرعاية الصحية لنشرات السجلات؛ في المدارس للحصول على موافقات برنامج الوالدين؛ من قبل الحكومات المحلية والإعلام من الإجراءات الوشيكة؛ من قبل المحامين أنفسهم لخدمة التراخيص؛ من قبل مقدمي الخدمة للحصول على الأذون. وفي جميع الحالات، استنادًا إلى القوانين الاتحادية وقانون الولايات المتحدة ، يكون التحقق عن طريق الهاتف مرخصًا وملزمًا قانونًا، على افتراض أنه يتم تسجيل التحقق وإتاحته للمراجعة لمدة لا تقل عن 24 شهرًا، ويمكن التحقق بشكل منطقي من هوية الشخص المجاز له ، مثل رقم الضمان الاجتماعي ورخصة القيادة وتاريخ الميلاد و/أو المعرفات الفريدة الأخرى.
في صناعة الاتصالات السلكية واللاسلكية، وفقًا للقواعد الجديدة يطلب من شركات الاتصالات عبر بروتوكول الإنترنت الذين يتصلون مع شبكة الهاتف العامة إعلام عملائها عن أي قيود لتعزيز الخدمة رقم E911( المعززه 911) بما في ذلك أي مكان وتحت أي ظروف قد لا تكون الخدمة متاحة بما في ذلك: في حالة فقدان الاتصال بشبكة الإنترنت، أو انقطاع الكهرباء. الأهم من ذلك يجب أيضًا على شركات المكالمات عبر بروتوكول الإنترنت الحصول على "قرار إيجابي"من كل عميل بأنهم تلقوا وفهموا تلك المعلومات.
وبالتالي يتم في التحقق عبر الهاتف ملء الطلب للمصادقة القانونية للوثائق أو نية المستهلك بما يوفر منع الغش أساسًا.

## مزايا الاستخدام
يضيف التحقق عن طريق طرف ثالث عنصرًا هامًا من عناصر الإثبات في المعاملات الإلكترونية. فعلى سبيل المثال، في دراسة تجريبية مكتملة للتو عن ردود فعل المستهلك على العقود الإلكترونية الاستهلاكية وجد أن أكثر من 80٪ من أفراد العينة اتفقوا بأن المعاملة صعبة النزاع لأنه جعل وأحال التحقق عن طريق طرف ثالث مستقل.
ومع ذلك، عادة لا يتم الاحتفاظ بمكالمات التسويق عبر الهاتف للمبيعات الفعلية التي تؤدي إلى التحقق عن طريق طرف ثالث. استنادًا إلى أنه غالبًا ما تكون انتهاكات التسويق صعبة التحديد وحتى مع استخدام التحقق من طرف ثالث.
في الوقت الحاضر يتم استخدام عناصر التحقق عن طريق طرف ثالث في التحقق المعقد والموافقة على المعاملات على شبكة الإنترنت المختلفة جنبًا إلى جنب مع نظام التحقق من العنوان, وتحديد الموقع الجغرافي لبروتوكول الإنترنت (IP) وتحديد نوع الهاتف (خط أرضي أو الجوال أو الاتصالات عبر بروتوكول الإنترنت وغيرها).